# Friedrich von Perponcher-Sedlnitzky
Friedrich Wilhelm Karl August Graf von Perponcher-Sedlnitzky (11 tháng 8 năm 1821 tại Berlin – 21 tháng 3 năm 1909) là một Thượng tướng Kỵ binh và quan đại thần triều đình Phổ, đã từng tham gia hai cuộc chiến tranh thống nhất nước Đức: chống Áo năm 1866 và chống Pháp vào các năm 1870 – 1871.

## Tiểu sử
Friedrich sinh vào tháng 8 năm 1821, là con trai của Thượng tướng Bộ binh và Công sứ Hà Lan Hendrik George de Perponcher-Sedlnitzki (1771 – 1856) với bà Wilhelmine Friederike Adelheid, nhũ danh Gräfin van Reede tot Ginkel (27 tháng 12 năm 1792 tại Berlin – 1 tháng 9 năm 1861 tại Dresden).
Thời trẻ, Perponcher học trường Trung học Chính quy Friedrichswerdersche tại Berlin, và vào ngày 1 tháng 6 năm 1840 ông nhập ngũ quân đội Phổ với vai trò là lính thiết kỵ trong Trung đoàn Thiết kỵ binh Cận vệ. Với cấp hàm Thiếu úy, ông được cắt cử làm cố vấn quân sự của Vương tử Georg vào cuối tháng 6 năm 1846, rồi trở thành sĩ quan phụ tá riêng của vị vương thân vào tháng 1 năm 1849. 10 năm sau, vào tháng 2 năm 1859, ông mang đến cho triều đình Anh tin tức về sự chào đời của người kế thừa ngai vàng Phổ, tức vua Wilhelm II. Đầu tháng 4 năm 1864, Perponcher chấm dứt sự phục vụ của mình và được đưa vào ngạch Sĩ quan Kỵ binh Trừ bị (Offizieren von der Kavallerie). Sau đó, ông được thụ chức Ngự tiền Đại thần (Hofmarschall) của vua Wilhelm I. Ông đã tháp tùng Wilhelm I tại đại bản doanh của nhà vua trong cuộc Chiến tranh Bảy tuần chống Áo vào năm 1866 và tham gia trận đánh quyết định ở Königgrätz-Sadowa ngày 3 tháng 7. Sau khi Hòa ước Praha được ký kết, Perponcher được phong quân hàm Thượng tá và được trao tặng Huân chương Vương miện hạng II đính kèm Thánh gươm.
4 năm sau đó, trong cuộc Chiến tranh Pháp-Đức (1870 – 1871), Perponcher một lần nữa tháp tùng tại đại bản doanh của Quốc vương, tham gia trong các trận đánh lớn ở Gravelotte-St. Privat ngày 18 tháng 8 và Sedan ngày 1 tháng 9, cũng như trong cuộc vây hãm Paris và được lãnh thưởng Huân chương Thập tự Sắt hạng II. Vào ngày 22 tháng 3 năm 1872, ông được thăng cấp bậc Danh dự (Charakter) Thiếu tướng, đồng thời được đưa vào ngạch Sĩ quan Trừ bị à la suite (Offizieren à la suite der Armee). Kể từ năm 1884 cho đến năm 1888, Perponcher giữ chức Ngự tiền Tổng quản (Oberhofmarschall) kiêm Đại nội Đại thần (Hausmarschall) của Wilhelm I, đồng thời là Quản đốc các Vương cung. Sau khi Hoàng đế băng hà vào năm 1888, ông trở thành Giám cung của Hoàng thái hậu Augusta. Trong những năm sau đó, ông nhậm chức quan Obergewandkämmerer.
Vào ngày 18 tháng 10 năm 1904, Đức hoàng Wilhelm II phong tặng ông cấp bậc Danh dự (Charakter) Thượng tướng Kỵ binh. Ngoài ra, ông còn là Hiệp sĩ Công lý (Rechtsritter) Huân chương Thánh Johann. Ông cũng được trao tặng Đại Thập tự của Huân chương Đại bàng Đỏ đính kèm chuỗi dây chuyền và Ngôi sao Chỉ huy Huân chương Vương tộc Hohenzollern. Ông từ trần vào tháng 3 năm 1909 tại Berlin.

### Gia đình
Vào ngày 28 tháng 4 năm 1867, tại Behle, Perponcher-Sedlnitzky thành hôn với Wanda Friederike Ottilie Hedwig Gräfin von Moltke (3 tháng 3 năm 1840 tại Neustrelitz – 2 tháng 12 năm 1911 tại Godesberg). Cuộc hôn nhân này đã mang lại cho họ những người con sau đây:
- Wilhelm Henri Karl Georg August (sinh ngày 31 tháng 10 năm 1868 tại Berlin), cựu Thiếu tá Phổ
- Fredy August Kuno Georg Louis (sinh ngày 22 tháng 8 năm 1876 tại Potsdam)
- Egon Wilhelm Heinrich Walter (sinh ngà 9 tháng 12 năm 1877 tại Berlin), viên quan hầu (Kammerjunker) Phổ, điền chủ Groß-Peterwitz/quận Trebnitz